# Opsion ornatithorax
Opsion ornatithorax är en tvåvingeart som beskrevs av Frederick Askew Skuse 1890. Opsion ornatithorax ingår i släktet Opsion och familjen svampmyggor. Inga underarter finns listade i Catalogue of Life.